# دزدان دریایی کارائیب: نفرین مروارید سیاه
دزدان دریایی کارائیب: نفرین مروارید سیاه (به انگلیسی: Pirates of the Caribbean: The Curse of the Black Pearl) فیلمی آمریکایی در ژانر فانتزی شمشیربه‌دستان و عنوان اولین قسمت از سری فیلم‌های دزدان دریایی کارائیب است. کارگردانی این فیلم بر عهده گور وربینسکی بوده و شرکت والت دیزنی از این فیلم تخیلی-ماجرایی حمایت بسیار کرده به طوری که قسمتی از پارک دیزنی‌لند را به این فیلم اختصاص داده‌اند. این فیلم با استقبال بسیار خوب از سوی مردم و منتقدین مواجه شد و نقدهای خوب و مطلوبی را از منتقدین و مردم دریافت کرد و فروش بسیار بالایی داشت که این راه را برای ادامه‌های فیلم باز کرد. جانی دپ، اورلاندو بلوم، کیرا نایتلی، جفری راش، جک دونپورت، جاناتان پرایس، کوین مک‌نالی، زوئی سالدانا، لی ارنبرگ، مکنزی کروک، دیوید بایلی، مارتین کلبا و آیزاک سی سینگلتون جر از بازیگران فیلم هستند.
بازی جانی دپ در نقش کاپیتان جک اسپارو با استقبال مواجه شد و او را نامزد جوایز معتبری از جمله اسکار و گلدن گلوب و بفتا کرد.

## داستان فیلم
فرماندار انگلستان همراه با دخترش الیزابت سوآن در یک کشتی نظامی به سرپرستی معاون فرماندار (فرمانده جیمز نارینگتون) در حال کشتی‌رانی و بازرسی دریایی کارائیب هستند. فرمانده نارینگتون بر این عقیده است که باید تمامی کشتی‌هایی که زیر سلطه انگلیس هستند، از قوانین پیروی کنند و تمامی دزدان دریایی به مجازات برسند و اعدام شوند. او می‌خواهد آرامش را به دریای کارائیب بیاورد. از دور یک کشتی در حال سوختن و غرق شدن پیداست و روی یک تخته چوب پسرکی در حال نزدیک شدن به کشتی است او را از آب می‌گیرند و مسئولیت مواظبت از پسربچه را بر عهده الیزابت سوآن دختر فرماندار می‌گذارند اما الیزابت متوجه یک گردنبند با نقش دزدان دریایی بر گردن پسرک می‌شود و سریعاً آن را از گردن پسرک درمی‌آورد تا جان او را نجات دهد. ده سال بعد روز تجلیل از فرمانده نورینگتون الیزابت تبدیل به یک دوشیزه‌ای زیبا شده و پسرک روی تخته به نام ویلیام ترنر یک شاگرد آهنگر شده. همان روز یک مرد عجیب با قایقی سوراخ و درب و داغان وارد بندر رویال می‌شود او دزد دریایی معروف جک اسپارو است. به گفته خودش آمده تا یکی از کشتی‌های نظامی را بدزدد. به صورت اتفاقی الیزابت از بلندی به درون دریا پرت می‌شود و جک اسپارو او را نجات می‌دهد اما به جرم دزد دریایی بودن دستگیر می‌شود. همان شب دزدان دریایی عجیب و غریبی با کشتی معروف مروارید سیاه به بندر حمله می‌کنند و الیزابت را می‌دزدند. الیزابت می‌فهمد که این دزدها به سرکردگی کاپیتان باربوسا دچار نفرینی شده‌اند که به مانند مردگان هیچ چیزی را حس نمی‌کنند ولی هنوز زنده اند و رازشان تنها زیر نور ماه فاش می‌شود آنها در زیر نور ماه تبدیل به اسکلت می‌شوند. باربوسا مدال دزدان دریایی که ده سال پیش الیزابت از گردن ویلیام درآورده بود را می‌بیند و الیزابت به دروغ می‌گوید که نامش ترنر است به همین دلیل کاپیتان باربوسا الیزابت را با خود از بندر می‌برد.
در بندر رویال ویلیام که عاشق الیزابت بوده به کمک جک اسپارو یک کشتی می‌دزدند تا به نجات الیزابت بروند. آنها ابتدا به بندر تورتوگا می‌روند شهری بدون قانون که محل تجمع دزدهای دریایی و اوباش است در آنجا جک اسپارو دستیار قدیمی خود جاشوآ گیبز را پیدا می‌کند و با کمک او خدمه‌ای برای کشتی خود استخدام می‌کند. ویلیام متوجه می‌شود که جک اسپارو قبلاً کاپیتان کشتی مروارید سیاه بوده و باربوسا معاون او بوده است ولی خدمه کشتی با رهبری باربوسا بر علیه او دست به شورش می‌زنند و جک را به همراه یک تپانچه و یک عدد تیر در جزیره دور افتاده‌ای تنها رها می‌کنند و بعد از آن دچار نفرین می‌شوند. آنها برای رهایی از نفرین به خون فردی از خانواده ترنر نیاز دارند ولی به اشتباه الیزابت سوآن را با خود به محل گنج‌هایشان برده‌اند. جک و ویلیام به سراغ باربوسا می‌روند، ویلیام الیزابت را نجات می‌دهد ولی کاپیتان باربوسا کشتی آنها را تعقیب می‌کند و آن‌ها را دستگیر می‌کند. در این هنگام ویلیام برای نجات دادن جان الیزابت به باربوسا هویت خود را معرفی می‌کند و از او می‌خواهد تا الیزابت را رها کند ولی باربوسا الیزابت و جک اسپارو را به درون اقیانوس رها می‌کند و ویلیام را همراه خود به محل گنج می‌برد تا نفرین را بشکند. در جزیره الیزابت آتشی روشن می‌کند و به کمک آتش کشتی فرمانده نارینگتون متوجه آن‌ها می‌شود و الیزابت و جک را از جزیره نجات می‌دهد، جک به نارینگتون می‌گوید که از محل اختفای باربوسا مطلع است و می‌تواند او را به آخرین دزدان دریایی کارائیب برساند تا آنها را نابود کند. جک اسپارو فرمانده نارینگتون را به محل گنج باربوسا می‌رساند و جک از نارینگتون می‌خواهد که او اول به سراغ باربوسا برود تا او را وادار به تسلیم کند. جک اسپارو به نوریگتون می‌گوید به داخل جزیره مردگان رفته و دزدان دریایی را به بیرون می‌کشاند و خود الیزابت را نجات می‌دهد تا تمام دزدان دریایی را نابود کند.
جک به همراه ویلیام داخل جزیره می‌روند و هر دو الیزابت سوآن را آزاد می‌کنند و به اتفاق او با باربوسا مقابله می‌کنند. هم‌زمان دزدان دریایی وارد کشتی نظامی شده و نوریگتون عقب‌نشینی می‌کند. در این حال که جک به دنبال جاودانگی است یک سکه از گنج جزیره مردگان را برمی‌دارد تا آلوده به نفرین شود. باربوسا و جک با یکدیگر تا مدتی مبارزه‌ای بیهوده می‌کنند، چون هر دو مرده‌اند!، جک اسپارو با تپانچه خود به باربوسا شلیک می‌کند اما کارساز نیست، ویل ترنر کف دست خود را می‌خراشد و با ریختن خون خود بر روی گنج باعث بطلاننفرین می‌شود، تیری که از قبل جک به قلب باربوسا شلیک کرده بود نتیجه می‌دهد و او به همراه تمام دزدان دریایی از طلسم آزاد و کسانی که ضربه کاری به آنها وارد شده بود، مثل هکتور باربوسا از بین می‌روند. در نهایت جیمز همه آنها را دستگیر می‌کند اما جک بر حسب گروگان‌گیری الیزابت از نوک کوه خودش را در دریا می‌اندازد و فرار می‌کند و فرماندهی دزدان دریایی کارائیب و مروارید سیاه را به دست می‌گیرد، الیزابت نیز به جواب خواستگاری جیمز نه می‌گوید و با ویل بر خلاف مثل پدرش فرماندار ازدواج می‌کند.

## نامزدی‌ها و جوایز فیلم
نامزد اسکار بهترین بازیگر نقش اول مرد
نامزد اسکار بهترین تدوین صدا
نامزد اسکار بهترین میکس صدا
نامزد اسکار بهترین جلوه‌های تصویری
نامزد گلدن گلوب بهترین بازیگر نقش اول مرد فیلم کمدی
نامزد بفتای بهترین بازیگر نقش اول مرد
نامزد بفتای بهترین صدا
نامزد بفتای بهترین جلوه‌های تصویری
نامزد بفتای بهترین طراحی لباس
نامزد بفتای بهترین گریم و آرایش مو